# BDNF

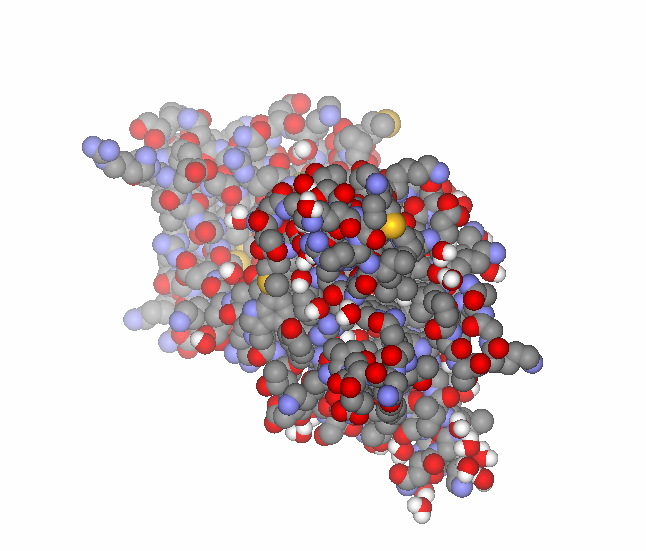

BDNF staat voor brain-derived neurotrophic factor. Vrij vertaald: een zenuwcelstimulerende factor die van de hersenen afkomstig is. BDNF is een neurotrofine; een belangrijke stof voor het overleven van neuronen. Het komt met name voor in de hippocampus, de cortex en het prosencephalon (of voorhersenen). BDNF is een basisch eiwit van 12,4-kDa, dat voor het eerst uit varkenshersenen werd geïsoleerd door Barde in 1982.

## BDNF en ontwikkeling
Onderzoek heeft aangetoond dat het aantal neuronen in het tuberculum olfactorium, striatum, septum en thalamus toeneemt onder invloed van BDNF. BDNF bevordert de overleving en groei van verscheidene neuronen, zoals die in het ganglion sensorium nervi spinalis, de hippocampus en de cortex. De ontwikkeling van de visuele cortex is mede afhankelijk van BDNF. Het uiteinde van een axon vindt zijn weg tijdens de ontwikkeling van de hersenen mede dankzij BDNF. De morfologie van een ander deel van zenuwcellen, de dendrieten, wordt eveneens door BDNF beïnvloed. Genetisch gemodificeerde muizen die geen BDNF kunnen aanmaken, overleven niet langer dan 3 weken.

## Leren en geheugen
BDNF speelt een rol bij de vorming van nieuwe synapsen. Dit proces van synaptische plasticiteit is van belang voor leerprocessen en een goed functionerend geheugen. De hippocampus, een hersendeel betrokken bij de vorming van het langetermijngeheugen, is een belangrijke plaats voor de effecten van BDNF. Zo blijkt uit dierproeven, dat tijdens bepaalde leerprocessen de hoeveelheid BDNF in de hippocampus toeneemt.

## BDNF en epilepsie
Uit in-vitro- en in-vivodieronderzoek is gebleken dat BDNF betrokken is bij de elektrofysiologische en gedragsveranderingen die aanleiding geven tot het ontstaan van epilepsie. Met name de hippocampus en de ermee geassocieerde delen van het limbische systeem zijn waarschijnlijk gevoelig voor de epilepsiebevorderende effecten van BDNF. Meer inzicht in het verband tussen BDNF en epilepsie, met name door betere diermodellen van epilepsie, kan wellicht aanleiding geven tot de ontwikkeling van nieuwe anti-epileptica.

## BDNF en pijn
Elektrofysiologisch- en gedragsonderzoek heeft aangetoond dat remming van de BDNF signaaltransductie in het centrale zenuwstelsel (CZS) de gewaarwording van pijn laat afnemen. Dit effect komt tot stand door de vrijzetting van GABA in het ruggenmerg. 
In sommige perifere weefsels heeft BDNF echter ook een pijnstimulerende werking. De daarvoor benodigde doses BDNF zijn veel lager dan die voor het pijnverlagende effect. Voorbeelden van de hierbij betrokken weefsels zijn het pancreas, longen en de blaas.

## BDNF en neurodegeneratieve aandoeningen
Een gebrek aan neurotrofines draagt bij tot het ontstaan van neurodegeneratieve ziekten zoals de ziekte van Alzheimer, de ziekte van Parkinson en de ziekte van Huntington. Vele onderzoeken hebben aangetoond dat de hoeveelheid BDNF is afgenomen bij deze neurologische aandoeningen. Toediening van BDNF of het verhogen van de eigen BDNF-productie met behulp van geneesmiddelen zal in de toekomst wellicht een therapeutische bijdrage kunnen leveren aan de behandeling van deze ziektes. Toediening van BDNF is echter vooralsnog een moeizaam proces. De BDNF-stimulerende werking van verschillende geneesmiddelen is in onderzoek.

## BDNF en psychiatrische aandoeningen
Fysieke activiteit (bijvoorbeeld hardlopen) heeft een gunstig effect op depressie, en gaat gepaard met een toegenomen hoeveelheid BDNF. Van antidepressiva die werken op de serotonerge en adrenerge neurotransmissie is bekend, dat zij de BDNF productie verhogen. Dit effect komt tot stand via 5-HT2A en bèta-adrenerge receptoren. Er bestaan aanwijzingen dat het effect van elektroconvulsieve therapie  mede tot stand komt door een verhoging van de BDNF-productie.